# ユーリー・アルチューヒン
ユーリー・ペトローヴィチ・アルチューヒン（ロシア語: Ю́рий Петро́вич Артю́хин、1930年6月22日 - 1998年8月4日）はソ連/ロシアの宇宙飛行士、エンジニア。
アルチューヒンはソビエト空軍研究所（Soviet Air Force Institute）で軍事通信システムを専攻し、工学の博士号を取得。1963年に宇宙飛行士に選ばれたが、搭乗を予定していたVoskhod 3ミッションがキャンセルされた。1974年に彼の専門知識が有用だと判断されソユーズ14号ミッションで宇宙に行く。
1982年に宇宙計画から離れ、宇宙に関連した分野で様々なポストを得る。特にソビエトのスペースシャトル、ブランの開発と宇宙飛行士の訓練に彼は関与した。
ガンとの長い闘病生活の末、1998年に死去。